# أريل جاكوبس
أريل جاكوبس (بالإنجليزية: Arielle Jacobs) هي ممثلة أمريكية (ولدت في 9 سبتمبر عام 1984م) في سان فرانسيسكو بولاية كاليفورنيا الأمريكية من أم أصولها فلبينية وأب أمريكي.

## روابط خارجية
- أريل جاكوبس على موقع IMDb (الإنجليزية)
- أريل جاكوبس على موقع قاعدة بيانات برودواي على الإنترنت (الإنجليزية)
- أريل جاكوبس على موقع قاعدة بيانات الفيلم (الإنجليزية)